# Elektrický hoblík

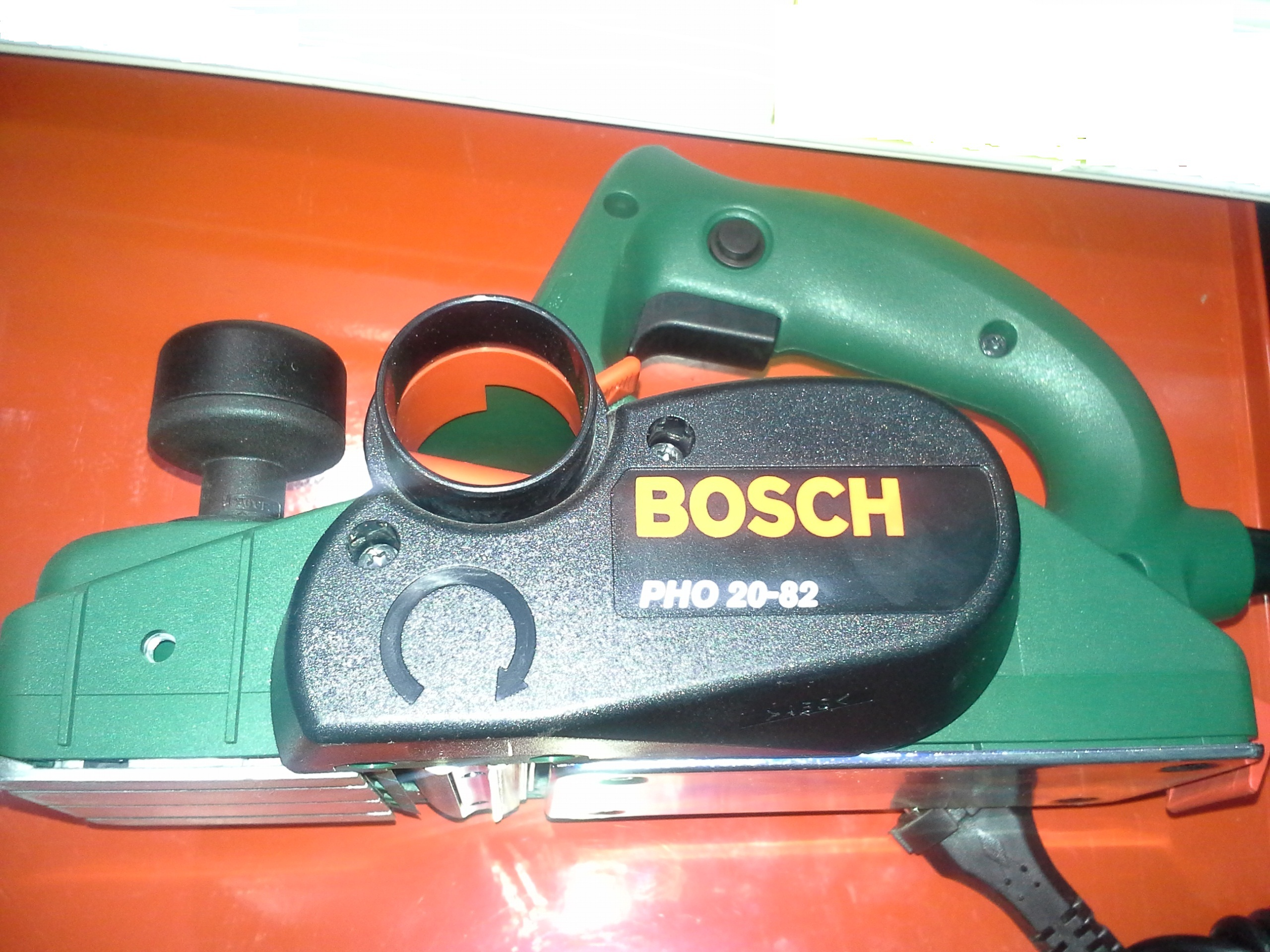
Elektrický hoblík

Elektrický hoblík je nástroj na opracování ploch dřeva. Drží se a pracuje se s ním podobně jako s klasickým hoblíkem, ale odebírání materiálu se děje pomocí otáčejících se nožů. Z technické podstaty se jedná o malou srovnávací frézku. Nožové vřeteno má průměr 50–100 mm, většinou dva nože, cca 16 000 RPM. Hoblovací šíře od 60 mm, velké tesařské elektrické hoblíky mohou mít i přes 200 mm. Elektromotor většinou komutátorový jednofázový, 600-2000 W. S některými modely lze vytvářet polodrážky, někdy mají přibližně vprostřed plazu drážku pro snazší srážení hran. Napájení může být ze sítě nebo z akumulátoru.